# Walter Goldfarb
Walter Goldfarb (Rio de Janeiro, 1964) é um serígrafo e pintor brasileiro. Walter já realizou exposição de suas obras no Museu Nacional de Belas Artes do Rio de Janeiro, Museum of Latin American Art da Califórnia e foi escolhido o artista oficial do 11º Grammy Latino em 2011.

## Biografia
Nasceu em 1964 no Rio de Janeiro, onde vive e trabalha, lecionando na Escola de Artes Visuais do Parque Lage. Cursou arquitetura na Universidade Santa Úrsula no Rio de Janeiro entre 1982 e 1986 e estudou na Escola de Artes Visuais do Parque Lage no Rio de Janeiro entre 1989 e 1995
Nomeado em 8 de setembro de 2011 em Hollywood pela The Latin Recording Academy, o artista visual do 11th Annual Latin Grammy Awards,  Walter Goldfarb utilizou seu inventário de imagens de rosas, tattoos e tigres para criar a obra utilizada pela The Latin Recording Academy no pôster oficial do Latin Grammy, na capa do livro dos nomináveis 2010 e oito mil Art-Tickets do TELECAST no Mandalay Bay em Las Vegas transmitido ao vivo para mais de 100 países no dia 11 de Novembro.
Walter Goldfarb expôs na Galeria Thomas Cohn - São Paulo, Museu Nacional de Belas Artes - Rio de Janeiro, Museo de Arte de Ponce - Puerto Rico, Museum of Latin America Art - Califórnia, Museu de Arte Contemporânea USP - São Paulo, Palazzo del Broletto & Chiesa di San Frabcesco - Como - Itália,
Museu de Arte Moderna de Sintra - Portugal, Arizona Art Museum, Gary Nader Fine Art - Miami, Domus Artium - Salamanca - Espanha, Fundação Nacional de Arte - Palácio Gustavo Capanema - Rio de Janeiro, Museu de Arte Moderna do Rio de Janeiro, Centro Cultural Correios - Rio de Janeiro, Galeria Fernando Pradilla - Madri, Museo di Arte Moderna e Contemporanea di Trento e Rovereto - Itália, Caixa Geral de Depósitos/CULTURGEST- Lisboa, Museo Extremeõ e Iberoamericano de Arte Contemporâneos - Badajoz - Espanha, LOWE Art Museum - Coral Gables - EUA, Museu de Belas Artes - Santiago do Chile entre outras.
Goldfarb tem obras no acervo do Museu Nacional de Belas Artes - RJ, Museu de Arte Moderna do Rio de Janeiro, Museum of Latin American Art - Long Beach, Miami Art Museum, Museu de Arte Moderna e Contemporânea - Lisboa, Fondazione Golinelli - Bolonha entre outros. Suas pinturas integram importantes coleções privadas no Brasil tais como Ricard Akagawa, Susana e Ricardo Steinbruch, Evelyn e Ivoncy Ioschpe, Ana Carmen Longobardi e Gilberto Chateaubriand entre outras e no exterior tais como Mariela Cisneros e Victor Mestre - NY, Rosalia e Humberto Ugobono - Porto Rico, Marlise e Anibal Jozami - Buenos Aires e Comendador Joe Berardo - Lisboa entre outros. Atualmente é representado no Rio de Janeiro pela Almacén Thebaldi Galeria de Arte Contemporânea.

## Obras
Com uma herança cultural conturbada como filho de uma sobrevivente do Nazismo e prisioneira do campo de concentração de Stutthof na Lituânia e de sua herança paterna polonesa, pobre e romântica como violinista nos subúrbios da Cidade do Rio de Janeiro, Walter Goldfarb sempre trabalhou com essa diversidade de matérias que a sua geração dos anos 90 expressou como arte e forma de dialogar com o seu público
O início de sua carreira foi em 1995, quando na ocasião Walter Goldfarb foi selecionado para a exposição Antártica Artes com a Folha de S.Paulo, que aconteceria paralelamente a Bienal Internacional de São Paulo no ano de 1996.
O trabalho de Goldfarb se divide em séries que vão mostrar toda a sua trajetória e amadurecimento artístico
- Bíblica – inspiradas nas Bíblia e nos Manuscritos do Mar Morto onde a pintura de Goldfarb dialoga com a obra de Mira Schendel através da escrita e de símbolos.
- Branca –   que discute através de uma fatura austera e escassa de recursos pictóricos as relações entre o Islamismo, Judaísmo e Cristianismo se utilizando da lona crua como metáfora de Território sobre a qual inicia seus primeiros desenhos bordados como forma de expurgar os traumas de sua herança cultural, dialogando dessa maneira com os bordados do consagrado artista Bispo do Rosário, interno na Colônia Juliano Moreira, no Rio de Janeiro.
- Negra – resgata e enfrenta os métodos da arte Renascentista até o Barroco, invertendo a ordem e a hierarquia tanto dos procedimentos como dos materiais pictóricos chegando a uma palheta seca e dramática em sintonia com o conteúdo social da obra do artista carioca Osvaldo Goeldi.
- Teatros do Corpo – que parte de uma pesquisa realizada pelo artista entre 2004 e 2007 nas academias de ginástica e na Orla da Zona Sul Carioca e em bailes Funks da periferia do Rio de Janeiro para relacionar a construção da estética do corpo contemporâneo com o arquétipo e a imagem do flagelo e da crucificação desde seus primórdios na pintura Ocidental. Nessa costura aparecem as primeiras tatuagens e as referências do Barroco que permeiam a pintura de Goldfarb.
- Lisérgica – pela primeira vez colorida as pinturas recentes de Goldfarb partem da riqueza de imagens e cores produzidas e difundidas pelos movimentos pela liberdade sexual e de expressão iniciados nos anos 60 com seu auge nos anos 80. A estética desses movimentos colados com o Expressionismo Abstrato e a Luminosidade do Rio de Janeiro, Cidade em que o artista reside são os principais instrumentos na atual produção de Goldfarb que deliberadamente vai confrontar a produção atual absurdamente colorida e elétrica com a gênese de suas series iniciais.

## Participação em eventos
Individual
- 2002 - São Paulo - São Paulo - Brasil - Não lhe Prometo um Jardim de Rosas (2002: São Paulo, SP) - Galeria Thomas Cohn (São Paulo, SP)
- 2002 - Miami - Flórida - Estados Unidos - Muito Além dos Sonhos (2002: Miami, Estados Unidos) - Gary Nader Fine Art Gallery (Miami, Estados Unidos)
- 2004 - Rio de Janeiro - Rio de Janeiro - Brasil - Entre o Paraíso e o Inferno (2004: Rio de Janeiro, RJ) - Centro Cultural Correios (Rio de Janeiro, RJ)
- 2004 - Miami - Flórida - Estados Unidos - Theaters of the Body 1 (2004: Miami, Estados Unidos) - Gary Nader Fine Art Gallery (Miami, Estados Unidos)
- 2006 - Miami - Flórida - Estados Unidos - Lysergic Garden: an exercise of reason on the border of insanity (2006: Miami, Estados Unidos) - Gary Nader Fine Art Gallery (Miami, Estados Unidos)
- 2007 - Long Beach - Califórnia - Estados Unidos - D + Lirium (2007: Long Beach, Estados Unidos) - Museum of Latin American Art (Long Beach, Estados Unidos)
- 2010 - Rio de Janeiro - Rio de Janeiro - Brasil - D + Lirium Camaleônico (2010: Rio de Janeiro, RJ) - Museu Nacional de Belas Artes (Rio de Janeiro, RJ)
- 2010 - São Paulo - São Paulo - Brasil - Diabólica Leitmotiv (2010: São Paulo, SP) - Galeria Thomas Cohn (São Paulo, SP)
- 2018 - Rio de Janeiro - Rio de Janeiro - Brasil - "A Menina que Sonhava com Bolinhas de Sabão e outras histórias" - Almacén Thebaldi Galeria[4] (Rio de Janeiro, RJ)

Coletiva
- 1996 - São Paulo - São Paulo - Brasil - Antarctica Artes com a Folha (1996: São Paulo, SP) - Pavilhão Manoel da Nóbrega (São Paulo, SP)
- 1997 - Niterói - Rio de Janeiro - Brasil - Ponte Rio-Niterói (1997: Niterói, RJ) - Galeria de Arte UFF (Niterói, RJ)
- 1998 - São Paulo - São Paulo - Brasil - Cohntemporânea (1998: São Paulo, SP) - Galeria Thomas Cohn (São Paulo, SP)
- 1999 - Paris - Ile de France - França - Feira Internacional de Arte Contemporânea (1999: Paris, França) - sem local de realização definido.
- 2000 - Rio de Janeiro - Rio de Janeiro - Brasil - A Imagem do Som de Gilberto Gil (2000: Rio de Janeiro, RJ) - Paço Imperial (Rio de Janeiro, RJ)
- 2000 - Curitiba - Paraná - Brasil - Mostra da Gravura de Curitiba. Marcas do Corpo, Dobras da Alma (12.: 2000: Curitiba, PR) - sem local de realização definido.
- 2007 - Belém - Pará - Brasil - Arte Pará (26.: 2007: Belém, PA: Museu de Arte Sacra) - Museu de Arte Sacra (Belém, PA)
- 2010 - São Paulo - São Paulo - Brasil - sp-arte (6.: 2010: São Paulo, SP) - Fundação Bienal (São Paulo, SP)
- 2010 - São Paulo - São Paulo - Brasil - Jogos de Guerra (2010: São Paulo, SP) - Memorial da América Latina. Galeria Marta Traba (São Paulo, SP)
- 2011 - São Paulo - São Paulo - Brasil - SP-Arte (7.: 2011: São Paulo, SP) - Pavilhão da Bienal
- 2011 - Rio de Janeiro - Rio de Janeiro - Brasil - Jogos de Guerra: confrontos e convergências na arte contemporânea brasileira (2011: Rio de Janeiro, RJ) - Caixa Cultural (Rio de Janeiro, RJ)